# 石田健太郎
石田 健太郎（いしだ けんたろう、1998年1月1日 - ）は、新潟県長岡市出身のフットサル選手。名古屋オーシャンズ所属。ポジションはフィクソ、アラ。

## 経歴
多摩大学体育会フットサル部在籍中の2016年11月にバルドラール浦安のＦリーグ特別指定選手として登録され、同年11月22日Fリーグ2016/2017第21節対すみだでFリーグデビューを果たす。以降、特別指定選手として浦安での試合出場記録を重ねていく。2シーズン目の2017年10月9日対仙台にてFリーグ初ゴールを挙げた。3シーズン目の2018年12月、特別指定選手登録を解除し、多摩大学フットサル部から移籍加入した 。
2025年4月、名古屋オーシャンズに移籍。

## 所属クラブ

### サッカー
- 長岡JYFC U-12
- 長岡JYFC[8]
- 帝京長岡高等学校サッカー部[9]

### フットサル
- 2016年-2018年 多摩大学体育会フットサル部
- 2016年-2025年 バルドラール浦安
- 2025年- 名古屋オーシャンズ

## 代表選出歴
- 2016年 U-19フットサル日本代表候補[10]
- 2017年 U-20フットサル日本代表[11]
- 2019年, 2020年, 2021年 フットサル日本代表候補[12]

## 個人成績
| 国内大会個人成績 | 国内大会個人成績 | 国内大会個人成績 | 国内大会個人成績 | 国内大会個人成績 | 国内大会個人成績 | 国内大会個人成績 | 国内大会個人成績 | 国内大会個人成績 | 国内大会個人成績 | 国内大会個人成績 | 国内大会個人成績 |
| 年度             | クラブ           | 背番号           | リーグ           | リーグ戦         | リーグ戦         | リーグ杯         | リーグ杯         | オープン杯       | オープン杯       | 期間通算         | 期間通算         |
| 年度             | クラブ           | 背番号           | リーグ           | 出場             | 得点             | 出場             | 得点             | 出場             | 得点             | 出場             | 得点             |
| 日本             | 日本             | 日本             | 日本             | リーグ戦         | リーグ戦         | オーシャン杯     | オーシャン杯     | 全日本選手権     | 全日本選手権     | 期間通算         | 期間通算         |
| ---------------- | ---------------- | ---------------- | ---------------- | ---------------- | ---------------- | ---------------- | ---------------- | ---------------- | ---------------- | ---------------- | ---------------- |
| 2016-17          | 浦安             | 14               | Fリーグ          | 9                | 0                | -                | -                | -                | -                | 9                | 0                |
| 2017-18          | 浦安             | 14               | Fリーグ          | 27               | 3                | -                | -                | -                | -                | 27               | 3                |
| 2018-19          | 浦安             | 14               | Fリーグ          | 31               | 6                | 2                | 1                | -                | -                | 33               | 7                |
| 2019-20          | 浦安             | 14               | Fリーグ          | 33               | 8                | 2                | 0                | 大会中止         | 大会中止         | 35               | 8                |
| 2020-21          | 浦安             | 14               | Fリーグ          | 22               | 13               | -                | -                |                  |                  |                  |                  |
| 通算             | 日本             | 日本             | Fリーグ          |                  |                  |                  |                  |                  |                  |                  |                  |
| 通算             | 日本             |                  |                  |                  |                  |                  |                  |                  |                  |                  |                  |
| 総通算           |                  |                  |                  |                  |                  |                  |                  |                  |                  |                  |                  |

(2021年02月20日終了時点)
注
2017-18シーズンのオーシャンアリーナ杯期間中は特別指定登録承認前であり、かつ、U-20フットサル日本代表としてAFC U-20フットサル選手権に出場していた。
Fリーグ特別指定選手として出場できるのはリーグ戦、リーグ戦プレーオフ、リーグ杯、プレシーズンマッチに限られている。そのため全日本フットサル選手権について、2018-19シーズンまでは当時の所属元である多摩大学フットサル部で東京都予選に出場。